# 이은주 (서울특별시의원)
이은주(李垠周, 1972년 4월 25일 ~ )는 대한민국의 정치인이다. 제10대 서울특별시의원으로 활동하고 있다. 그리고 제7대 서울특별시 노원구의원이었고, 전라남도 무안군에서 태어났으며, 광운대학교 경영대학원에서 경영학 석사를 졸업했다.

## 경력
- 2014.07 ~ 2018.06 제7대 서울특별시 노원구의회 의원
- 2014.07 ~ 2016.07 제7대 서울특별시 노원구의회 전반기 운영위원회 위원
- 2014.07 ~ 2016.07 제7대 서울특별시 노원구의회 전반기 도시환경위원회 위원
- 2016.07 ~ 2018.06 제7대 서울특별시 노원구의회 후반기 운영위원회 위원
- 2016.07 ~ 2018.06 제7대 서울특별시 노원구의회 후반기 행정재경위원회 위원
- 2016.07 ~ 2018.06 제7대 서울특별시 노원구의회 후반기 예산결산특별위원회 위원
- 2017.05 ~ 2017.06 제7대 서울특별시 노원구의회 재난대비건축물 안전관리강화를위한 특별위원회 부위원장
- 더불어민주당 노원구 갑 사무국장
- 수도권교통본부 조합위원
- 2018.07 ~ 2020.07 제10대 서울특별시의회 전반기 교통위원회 위원
- 2019.03 ~ 2020.06 제10대 서울특별시의회 예산정책연구위원회 위원
- 2019.04 ~ 2020.09 제10대 서울특별시의회 체육단체 비위근절을 위한 행정사무조사 특별위원회 부위원장
- 2019.06 ~ 2019.06 제10대 서울특별시의회 서울시설공단이사장 후보자 인사청문회 특별위원회 위원
- 2019.08 ~ 2020.09 제10대 서울특별시의회 예산결산특별위원회 위원
- 2020.09 ~ 2020.09 제10대 서울특별시의회 남북교류협력지원 특별위원회 위원
- 2020.02 ~ 2020.03 제10대 서울특별시의회 서울교통공사사장 후보자 인사청문회 특별위원회 위원
- 2020.07 ~ 2022.06 제10대 서울특별시의회 후반기 교통위원회 부위원장
- 2020.08 ~ 2022.06 제10대 서울특별시의회 정책위원회 위원

## 수상
- 2020 제8회 우수의정대상
- 2018 지방의원 매니페스토 약속대상 우수상

## 역대 선거 결과
|  | 50.80% |

|  | 63.79% |

|  | 47.36% |